# Лыткино (Вологодская область)
Лыткино — деревня в Кирилловском районе Вологодской области.
Входит в состав Талицкого сельского поселения, с точки зрения административно-территориального деления — в Колкачский сельсовет.
Расстояние до районного центра Кириллова по автодороге — 48,8 км, до центра муниципального образования Талиц по прямой — 11 км. Ближайшие населённые пункты — Федорково, Пасынково, Гора, Юркино, Семково, Охремково.
По переписи 2002 года население — 3 человека.